# Horscha

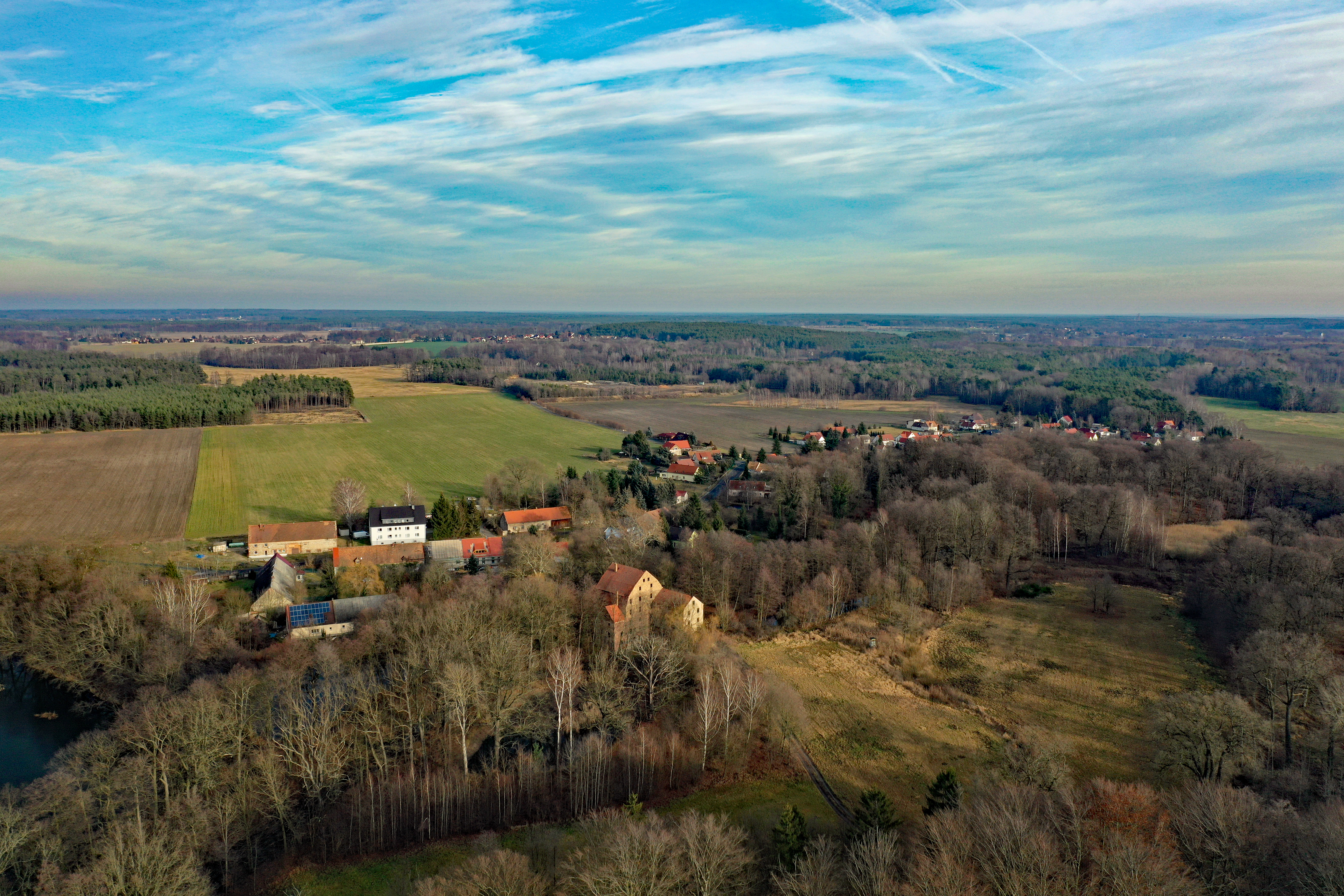
Luftbild 2020

Horscha, obersorbisch Hóršowⓘ, ist ein Ortsteil der Gemeinde Quitzdorf am See im sächsischen Landkreis Görlitz. Er zählt zur Oberlausitz und liegt am Ostrand des offiziellen sorbischen Siedlungsgebiets in Sachsen.

## Geographie
Horscha liegt in Form eines Straßendorfes etwa mittig zwischen Mücka und See am rechten Ufer des Schwarzen Schöps sowie am östlichen Rand des Biosphärenreservates Oberlausitzer Heide- und Teichlandschaft.
Umgebende Ortschaften sind Mücka im Nordwesten, Petershain im Nordosten, See im Osten, Sproitz im Süden sowie etwas entfernter vom Südwesten bis Westen Steinölsa, Leipgen, Förstgen-Ost und Förstgen.

## Geschichte

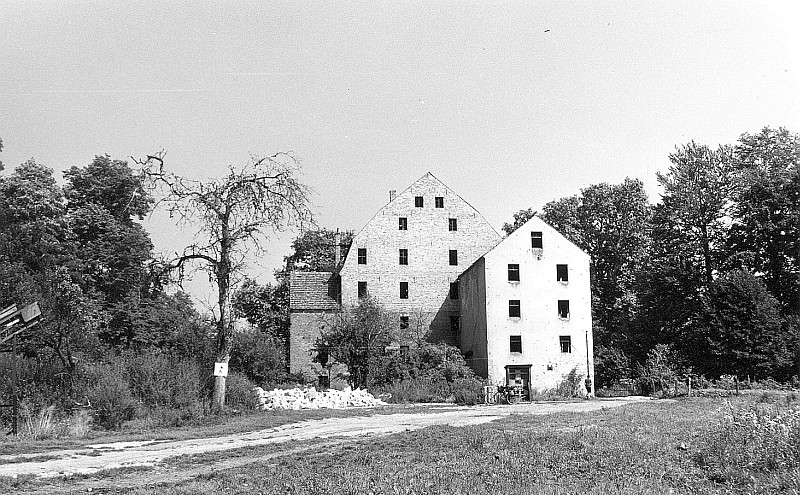
Ehemalige Mühle in Horscha (1985)

Archäologische Funde in der Gemarkung aus der frühen Eisenzeit lassen auf eine urgeschichtliche Siedlung schließen. 1956 im Kieselschiefer des Steinbruchs gefundene Graptolithen aus dem Silur zählen zu den ältesten Fossilien in der Oberlausitz.
Urkundlich erstmals erwähnt wird der Ort 1451 in einem Görlitzer Stadtbuch im Zusammenhang mit einem Christopff Belwitz zu Hursche. Das Dorf unterstand grundherrschaftlich dem Rittergut Sproitz. Im Jahr 1663 fiel es an den sächsischen Kurfürsten zurück, der seit dem Prager Frieden von 1635 oberster Lehnsherr der Lausitz war. Von ihm wurde es neu verlehnt.
Auf dem Horschaer Rittergut wurde in der ersten Hälfte des 18. Jahrhunderts ein Herrenhaus im Barockstil erbaut. Im angelegten Park wurden einige seltene Baumarten gepflanzt.
Nach dem Wiener Kongress musste das Königreich Sachsen 1815 unter anderem den nordöstlichen Teil der Oberlausitz an das Königreich Preußen abtreten. Im folgenden Jahr wurde Horscha dem neu gegründeten Landkreis Rothenburg (Ob. Laus.) zugeordnet. Dieser wiederum war Teil der Provinz Schlesien.
Bis 1837 wurde die Schule und bis 1876 die Kirche zu Kollm besucht, danach gehörte Horscha zum nähergelegenen Schulverband beziehungsweise Kirchspiel Petershain.
Wie auch in Sproitz und See gab es ab dem ausgehenden 19. Jahrhundert einen Steinbruch in Horscha. Der dort abgebaute Quarzit diente zur Herstellung von Schamottesteinen.
Im Zuge der Germanisierung slawischer Ortsnamen während der Zeit des Nationalsozialismus wurde Horscha 1936 in Zischelmühle umbenannt. Durch Kriegseinwirkungen wurde das Herrenhaus im April 1945 zerstört. Nach dem Zweiten Weltkrieg erhielt Horscha 1947 formell seinen alten Namen zurück und wurde am 1. Juli 1950 nach Petershain eingemeindet. Durch die Verwaltungsreform von 1952 kam die Gemeinde zum Kreis Niesky.
Die Freiwillige Feuerwehr, 1938 aus dem 1912 gegründeten Spritzenverband hervorgegangen, bestand bis 1992.
Durch den Beitritt der Gemeinde Petershain zur Gemeinde Quitzdorf am See zum 1. Oktober 1995 wurde Horscha ein Ortsteil dieser.

### Bevölkerungsentwicklung
| Jahr | Einwohner |
| ---- | --------- |
| 1825 | 124       |
| 1863 | 124       |
| 1871 | 132       |
| 1885 | 147       |
| 1905 | 131       |
| 1925 | 152       |
| 1939 | 141       |
| 1946 | 181       |
| 1999 | 143       |
| 2002 | 123       |
| 2014 | 106       |

Bei der Landesexamination 1777 wurden für Horscha 11 Gärtner und 8 Häusler gemeldet.
In den letzten 200 Jahren lag die Bevölkerungszahl im Wesentlichen zwischen 120 und 190 Einwohnern. Sie stieg etappenweise von 124 im Jahr 1825 auf 152 im Jahr 1925 an, wobei es mehrfach zu kurzzeitigen Rückgängen kam. Nach dem Zweiten Weltkrieg stieg die Zahl durch Flüchtlinge und Vertriebene aus den ehemaligen deutschen Ostgebieten auf 181 im Oktober 1946 an. Mit 123 Einwohnern im Jahr 2002 lag die Einwohnerzahl wieder auf dem Niveau von 1825.
Im 19. Jahrhundert bildeten Sorben einen großen Bevölkerungsanteil. 1863 waren 66 der 124 Einwohner Sorben (53 %), um 1880 ermittelte der sorbische Wissenschaftler Arnošt Muka gar 140 Sorben unter den 150 Einwohnern (93 %).

### Ortsname
Urkundlich überlieferte Schreibweisen des Ortsnamens sind unter anderem (zu) Hursche (1451), Horysschaw (1483), Horischaw (1527), Horschau (1533), Hersche (1551), (zum) Hortzschenn (1565), Horscha (1768) und Hörsche (1777).
Schriftliche Formen des sorbischen Namens sind Horschow (1831), Horšow (1843) und Hóršow (1885).
Der Name geht nach Ernst Eichler auf das altsorbische Wort Horišov als Kurzform des Vornamens Gorěsłav oder Gorisłav zurück, der sich wiederum als ‚brennen, zürnen‘ übersetzen lässt. Eichler zufolge ist Horscha der Ort eines Horiš. Nach anderer Meinung bezeichnet Hóršow die Lage am oder auf dem Hügel.